# Barra do Garças
Barra do Garças is een gemeente in de Braziliaanse deelstaat Mato Grosso. De gemeente telt 55.120 inwoners (schatting 2009). De plaats ligt aan de rivier de Araguaia met aan de overzijde de plaats Aragarças.

## Aangrenzende gemeenten
De gemeente grenst aan Araguaiana, General Carneiro, Nova Xavantina, Pontal do Araguaia en Aragarças (GO).

## Verkeer en vervoer
De plaats ligt aan de radiale snelweg BR-070 tussen Brasilia en Cáceres. Daarnaast ligt ze aan de wegen BR-158, MT-100 en MT-260.